# IC 3145
IC 3145 је појединачна звијезда у сазвјежђу Береникина коса која се налази на листи објеката дубоког неба у Индекс каталогу.
Деклинација објекта је + 24° 17' 36" а ректасцензија 12h 19m 10,6s.